# Puccinia aconiti-rubrae
Puccinia aconiti-rubrae ist eine Ständerpilzart aus der Ordnung der Rostpilze (Pucciniales). Der Pilz ist ein Endoparasit von Eisenhüten und Schwingeln. Symptome des Befalls durch die Art sind gelbe Rostflecken und Pusteln auf den Blattoberflächen der Wirtspflanzen. Das Verbreitungsgebiet umfasst das gesamte Europa.

## Merkmale
Puccinia aconiti-rubrae ist mit bloßem Auge nur anhand der auf der Oberfläche des Wirtes hervortretenden Sporenlager zu erkennen. Sie wachsen in Nestern, die als gelbliche bis braune oder schwärzliche Flecken und Pusteln auf den Blattoberflächen erscheinen.
Das Myzel von Puccinia aconiti-rubrae wächst wie bei allen Puccinia-Arten interzellulär und bildet Saugfäden, die in das Speichergewebe des Wirtes wachsen. Ihre Pyknien sind honigfarben, kugelig und wachsen in Gruppen. Die Aecien der Art wachsen in meist rundlichen Gruppen. Sie besitzen unregelmäßig rundliche Aecidiosporen von 20 bis 28 × 17–23 µm, die orangegelb und warzig sind. Uredien sind offenbar nicht vorhanden. Die Telien der Art sind punkt- oder strichförmig und erst gelb, dann schwarz gefärbt. Die Teleutosporen sind ein- bis dreizellig, keulenförmig und 42–86 × 17–25 µm groß. Sie sind bräunlich, ihre Stiele sind sehr kurz.

## Verbreitung
Puccinia aconiti-rubrae besitzt ein Verbreitungsgebiet, das sich über ganz Europa erstreckt.

## Ökologie
Die Wirtspflanzen von Puccinia aconiti-rubrae sind als Haplont Eisenhüte (Aconitum spp.) sowie Schwingel (Festuca spp.) für den Dikaryonten. Der Pilz ernährt sich von den im Speichergewebe der Pflanzen vorhandenen Nährstoffen, seine Sporenlager brechen später durch die Blattoberfläche und setzen Sporen frei. Die Art verfügt über einen Entwicklungszyklus mit Pyknien, Uredien, Telien und Aecidien.